# The Promise (film 1979)
The Promise è un film del 1979 diretto da Gilbert Cates.